# Wereldkampioenschap basketbal vrouwen 2002
Het WK Basketbal voor vrouwen 2002 is het veertiende gehouden wereldkampioenschap basketbal voor vrouwen. Zestien landen die ingeschreven waren bij de FIBA, namen deel aan het toernooi dat gehouden werd in september 2002 in China. Het basketbalteam van de Verenigde Staten werd de uiteindelijke winnaar van het toernooi.

## Schema
|  | Kwartfinales     | Kwartfinales     |                  |    | Halve finales | Halve finales |    |  | Finale | Finale |
|  |                  |                  |                  |    |               |               |    |  |        |        |
|  | 23 september     |                  |                  |    |               |               |    |  |        |        |
|  |                  |                  |                  |    |               |               |    |  |        |        |
|  | Zuid-Korea       | 71               |                  |    |               |               |    |  |        |        |
|  | Zuid-Korea       | 71               | 24 september     |    |               |               |    |  |        |        |
|  | Brazilië         | 70               |                  |    |               |               |    |  |        |        |
|  | Brazilië         | 70               | Zuid-Korea       | 53 |               |               |    |  |        |        |
|  | 23 september     |                  | Zuid-Korea       | 53 |               |               |    |  |        |        |
|  |                  | Rusland          | 70               |    |               |               |    |  |        |        |
|  | Rusland          | Rusland          | 70               | 86 |               |               |    |  |        |        |
|  | Rusland          |                  | 25 september     | 86 |               |               |    |  |        |        |
|  | China            | 70               |                  |    |               |               |    |  |        |        |
|  | China            | 70               | Rusland          | 74 |               |               |    |  |        |        |
|  | 23 september     |                  | Rusland          | 74 |               |               |    |  |        |        |
|  |                  | Verenigde Staten | 79               |    |               |               |    |  |        |        |
|  | Verenigde Staten | Verenigde Staten | 79               | 94 |               |               |    |  |        |        |
|  | Verenigde Staten | 24 september     |                  | 94 |               |               |    |  |        |        |
|  | Spanje           | 55               |                  |    |               |               |    |  |        |        |
|  | Spanje           | 55               | Verenigde Staten | 71 | Troostfinale  | Troostfinale  |    |  |        |        |
|  | 23 september     |                  | Verenigde Staten | 71 | Troostfinale  | Troostfinale  |    |  |        |        |
|  |                  | Australië        | 56               |    | 25 september  | 25 september  |    |  |        |        |
|  | Australië        | Australië        | 56               | 78 | 25 september  | 25 september  |    |  |        |        |
|  | Australië        |                  |                  |    |               | Zuid-Korea    | 63 |  |        |        |
|  | Frankrijk        | 52               |                  |    |               | Zuid-Korea    | 63 |  |        |        |
|  | Frankrijk        | 52               | Australië        | 91 |               |               |    |  |        |        |
|  |                  |                  | Australië        | 91 |               |               |    |  |        |        |

## Eindrangschikking
| Goud | Zilver | Brons | 4 |
| Verenigde Staten Dawn Staley DeLisha Milton Jennifer Gillom Katie Smith Lisa Leslie Natalie Williams Shannon Johnson Sheryl Swoopes Sue Bird Tamecka Dixon Tamika Catchings Tari Phillips | Rusland Anna Archipova Diana Goestilina Jelena Baranova Ilona Korstin Joelia Skopa Irina Osipova Maria Kalmykova Olga Artesjina Oksana Rachmatoelina Oksana Zakaljoechnaja Tatjana Sjtsjegoleva Vera Sjnjoekova | Australië Allison Tranquilli Hollie Grima Jae Kingi Jenny Whittle Kristi Harrower Laura Summerton Lauren Jackson Michelle Brogan Penny Taylor Sandy Brondello Suzy Batkovic Trisha Fallon                            | Zuid-Korea Lee Eun-Ju Hong Hyun-Hee Kim Ji Yoon Lee Jon Ae Chun Joo-Weon Park Jung-Eun Kim Kwe-Ryong Lee Mi-Sun Jung Su-Min Jang Sun-Hyoung Kim Yeong-Ok Beo Yeon-Ha                                        |
| 5 | 6 | 7 | 8 |
| China Bo Miao Feifei Sui Hanlan Zhang Jianhong Ding Lei Ren Lijie Miao Luyun Chen Nan Chen Wei Pan Xiaoli Chen Xiaoni Zhang Xiaoyun Song                                                  | Spanje Amaya Madariaga Elisabeth Cebrian Ingrid Molina Isabel Fernandez Laia Altés Lídia Villar Maria Pinero Maria Suarez Mariina Ferragut Marta Alfonso Matra Farres Rosaura Lujan                             | Brazilië Adriana Santos Adriana Pinto Alessandra Oliveira Cíntia Santos Cláudia das Neves Erika de Souza Helen Luz Iziane Marques Janeth Arcain Kelly Santos Micaela Jacintho Sílvia Luz                             | Frankrijk Audrey Sauret Catherine Melain Dominique Tonnerre Edwige Lawson Laétitia Moussard Laure Savasta Lucienne Berthieu Nathalie Lesdema Nicole Antibe Sandra Le Dréan Sandra Dijon Yannick Souvré      |
| 9 | 10 | 11 | 12 |
| Cuba Cariola Garcia Judith Aguila Licet Castillo Lisdeivi Victores Maria Leon Milaida Parrado Milaisy Duany Taimara Suero Yakelyn Plutín Yamile Martinez Yulzeny Soria Zuleira Aties      | Argentinië Alejandra Chesta Andrea Veronica Gale Erica Sanchez Gisela Vega Laura Nicolini Laura Falabella Marcela Paoletta Maria Alejandra Fernandez Natalia Rios Noelia Mendoza Vanesa Avaro Vanesa Pires      | Letland Agne Abromaite Ausra Naidieniene Eglé Sulciuté Irena Baranauskaite Iveta Marcauskaite Lina Brazdeikyte Lina Dambrauskaite Iona Nikonovaite Rasa Kreivyte Rasa Zemantauskaite Sandra Valuzyte Vita Miklyciute | FR Joegoslavië Ana Jokovic Biljana Stankovic Daliborka Vilipic Gordana Kovacevic Hajdana Radunovic Ivanka Matic Jelena Skerovic Lara Mandic Ljubica Drljaca Milka Bjelica Monika Veselovski Nataša Andjelic |
| 13 | 14 | 15 | 16 |
| Japan Akemi Okazato Atsuko Watanabe Hiromi Kawabata Kaori Kusuda Kumiko Yamada Masami Tachikawa Mutsuko Nagata Naomi Yashiro Noriko Hamaguchi Ryoko Yano Ryoko Horibe Taeko Oyama         | Taiwan Chi-Wen Lin Chun-Yi Liu Feng-Chung Chiang Hui-Yin Chang Hui-Yun Cheng Pei-Ying Tsai Pi-Feng Chao Shiau-Jie Huang Wei-Chuan Chien Ya-Hui Mai Yi-Ju Chen Yung-Hsu Chu                                      | Senegal Astou Ndiaye Awa Gueye Bandegne Diop Bineta Diouf Fama Fall Fatou Balayara Fatou Ndiaye Khardiata Diop Mboricka Fall Ndeye Ndiaye Ndialou Paye Oumou Dia                                                     | Tunesië Aida Soltani Faiza Soudani Fatma Zagrouba Fatma Barkallah Henda Chebli Imen Othmane Kaouther Abid Karima Oueslati Maha Chelly Maherzia Ksouri Mariem Zbidi Mouna Khriji                             |

| WK basketbal voor vrouwen 2002 winnaar |
| -------------------------------------- |
| Verenigde Staten Zevende titel         |

## Individuele prijzen

### MVP (Meest Waardevolle Speler)
- Lisa Leslie

### All-Starteam
- Shannon Johnson
- Amaya Valdemoro
- Jelena Baranova
- Lauren Jackson
- Lisa Leslie